# Статут Лаского

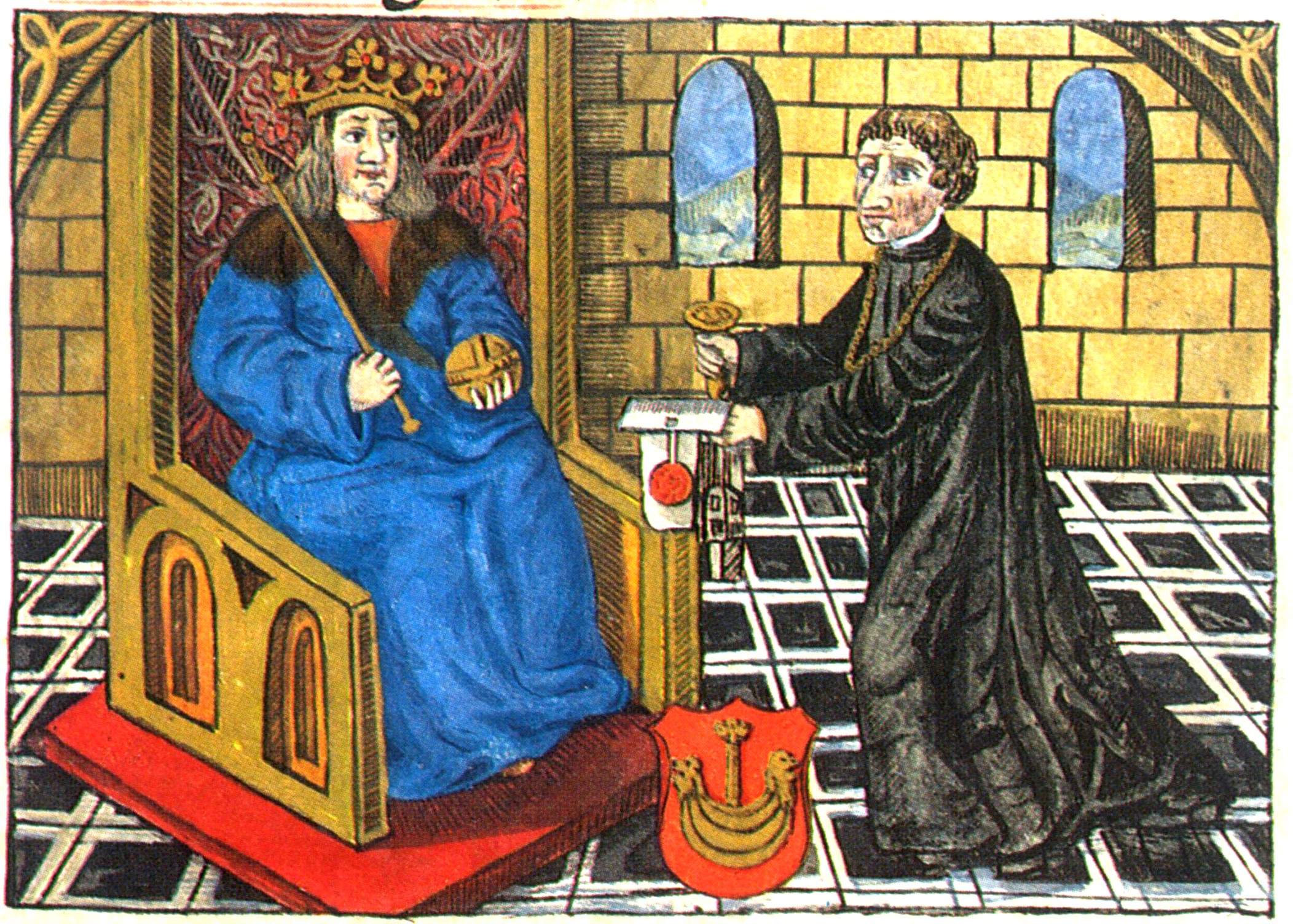
Ян Лаский представляет одобренный польским сеймом статут королю Александру Ягеллончику.

Статут Лаского или Статуты Лаского (пол. Statut(y) Łaskiego, лат. Commune Incliti Poloniae regni privilegium constitutionum et indultuum publicitus decretorum approbatorumque) — первая кодификация закона в Польском королевстве, созданная в 1505 и опубликованная в 1506 году. Печатное издание стало первым иллюстрированным изданием, вышедшим на территории Польши.

## История
Статуты Лаского были составлены великим коронным канцлером и примасом Польши старшим Яном Ласким (поэтому они названы его именем). Они включили в себя практически все законы, ранее появившиеся в Польше. Кодификация существующей правовой системы была поручена Ласкому на собрании польского сейма (парламента) в Радоме в 1505 году.
Статуты, занимавшие 720 листов, состояли из двух частей. Первая, заверенная польским королём Александром Ягеллончиком и потому обладающая законной силой, содержала всевозможные законодательные привилегии, уставы и указы, обнародованные королём или принятые сеймом, а также договоры, как, например, мирный договор с Тевтонским орденом. Во второй части описывалась правовая система, в первую очередь Магдебургское право, а также были помещены тексты Саксонского зерцала, Weichbild и Любекского права.
В Статутах прослеживается определённый уклон в сторону политических взглядов Лаского: он поддерживал движение, которое стремилось укрепить влияние мелких дворян (шляхты) и короля, в то же время ослабляя аристократию, поэтому некоторые документы, улучшающие положение аристократии, были опущены. Например, в Статуты не была включена Мельницкая уния 1501 года.
Напечатанные в следующем 1506 году в Кракове Яном Халлером и широко распространённые, Статуты Лаского оставались в силе как фундаментальная кодификация польской правовой системы вплоть до разделов Речи Посполитой в конце XVIII века.